# Night Shift (1982)
Night Shift is een Amerikaanse komische film uit 1982 onder regie van Ron Howard. De hoofdrollen worden vertolkt door Henry Winkler, Michael Keaton en Shelley Long.

## Verhaal
Een zachtaardige medewerker van het mortuarium gaat werken in de nachtdienst, en zijn nieuwe collega, samen met zijn prostituee-buurvrouw, overtuigen hem om een prostitutienetwerk op te zetten vanuit het mortuarium.

## Rolverdeling
| Acteur         | Personage        |
| -------------- | ---------------- |
| Henry Winkler  | Chcuk Lumley     |
| Michael Keaton | Bill Blazejowski |
| Shelley Long   | Belinda Keaton   |
| Gina Hecht     | Charlotte Koogle |

## Release en ontvangst
Night Shift ging op 30 juli 1982 in première en bracht 21 miljoen Amerikaanse dollars op aan de kassa. De film kreeg overwegend positieve kritieken van de filmcritici, met een score van 93% op Rotten Tomatoes, gebaseerd op 29 beoordelingen.
Acteur Henry Winkler werd genomineerd voor een Golden Globe voor "beste acteur in een komedie of musical" voor de film, maar verloor van Dustin Hoffman in Tootsie.

## Prijzen en nominaties
De belangrijkste:
| Jaar | Prijs        | Categorie                                    | Genomineerde(n) | Uitslag     |
| ---- | ------------ | -------------------------------------------- | --------------- | ----------- |
| 1983 | Golden Globe | Beste acteur in een komedie of muzikale film | Henry Winkler   | Genomineerd |